# Sci

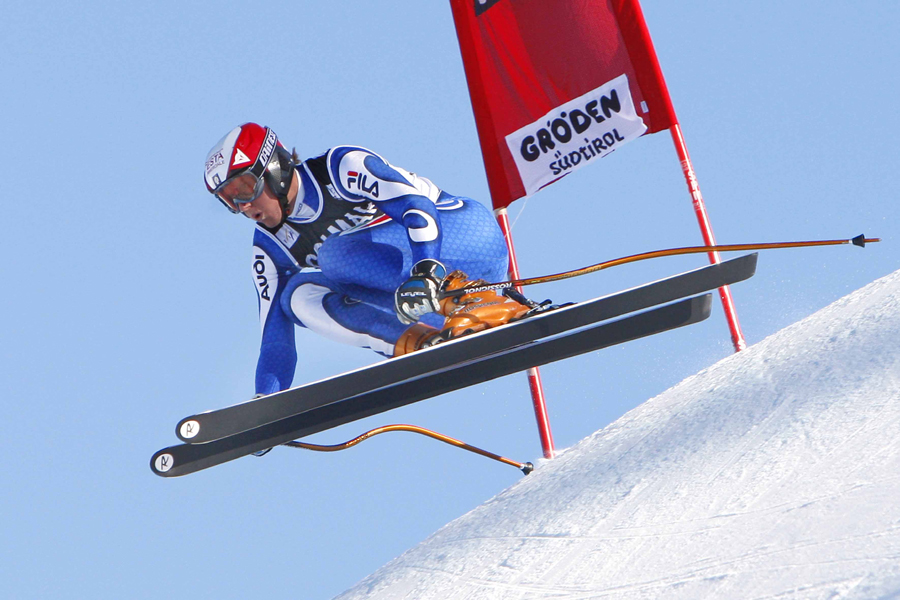
Sci alpino

Lo sci è un'attività sportiva che prevede l'uso degli sci come strumento per la percorrenza di distanze su fondi innevati  nei periodi invernali; oltre che sulla neve può essere praticata come attività sportiva anche sull'acqua, sull'erba e sulla sabbia. Esistono diverse discipline sportive invernali accomunate dall'uso degli sci che vengono praticate anche in competizioni sportive internazionali come i Giochi olimpici invernali e i Campionati mondiali di sci alpino e di sci nordico.

## Storia

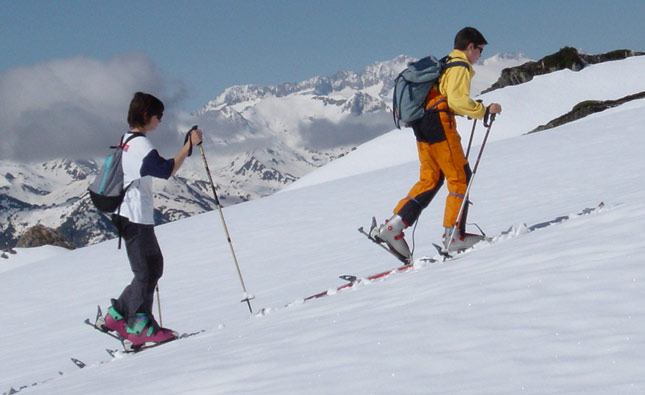
Sci alpinismo

### Origini
Non esiste una datazione certa dell'uso degli sci: alcuni ritrovamenti fossili in Siberia, Scandinavia e Lapponia datano i primi strumenti di questo tipo al 2500 a.C. circa; in una torbiera di Hoting, in Svezia, in particolare, ne sono stati rinvenuti un paio in ottime condizioni di conservazione e risalenti a quel periodo.
In Norvegia sono stati ritrovati a Øvrebø degli sci risalenti all'età del ferro e, nell'isola di Rødøy, è stata ritrovata un'incisione rupestre risalente al 2000 a.C. che rappresenta una figura umana con ai piedi quelli che potrebbero essere degli sci.
Alcune testimonianze sull'uso dello sci sono quella di Strabone, un geografo greco vissuto tra il I secolo a.C. e il I secolo d.C., e di Procopio di Cesarea, storico bizantino del VI secolo d.C.; l'esploratore Francesco Negri nel 1663 raggiunse il circolo polare artico e nel resoconto che redasse, Viaggio settentrionale, diede una descrizione degli sci che vide usare in quelle zone. In questa opera egli riferisce di «...due tavolette sottili, che non eccedono in larghezza il piede, lunghe otto o nove palme, con la punta alquanto rilevata per non intaccar la neve.»
I Lapponi circa 2000 anni fa calzavano uno sci lungo e sottile, quasi come quello attuale, nel piede destro, mentre nel sinistro ne calzavano un altro più corto con sotto una pelle di foca, usato per appoggiarsi e darsi la spinta. Questo particolare mezzo di locomozione era ancora in uso in Lapponia fino all'inizio del XX secolo. Nelle Storie di Erodoto (IV secolo a.C.) si parla di popoli dell'Asia minore con "scarpe di legno" per spostarsi sulla neve e alcuni riferimenti compaiono anche nell'Eneide di Virgilio.

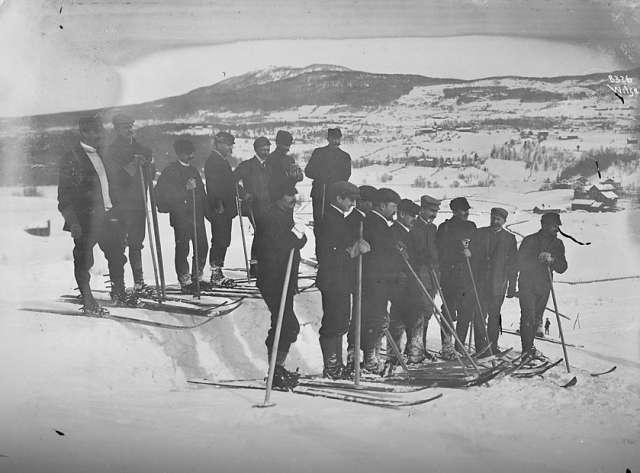
Sci nordico

È stato pure scoperto che nell'arcaico alfabeto cinese esiste un ideogramma che significa ed indica un preciso attrezzo: la "tavoletta per scivolare". Con maggiore precisione l'uso degli sci è descritto nella Historia de Gentibus Septentrionalibus (1565) scritta da Olao Magno, arcivescovo di Uppsala e plenipotenziario del re di Svezia presso la Santa Sede.
Esistono testimonianze e reperti che dimostrano che in Islanda, intorno all'anno 1000, erano in uso gli sci per la caccia e per il divertimento e la competizione e gli sciatori si servivano di un bastone per spingersi sulla neve.
Con gli sci si possono percorrere dai 300 ai 400 chilometri al giorno e sembra proprio che la colonizzazione dell'America sia avvenuta con gli sci ai piedi. A testimonianza di tali eccezionali risultati, nel 1888 Fridtjof Nansen (studioso, esploratore, premio Nobel per la pace nel 1922) in 39 giorni raggiunse la Groenlandia, l'attraversò interamente ed arrivò infine nella baia di Baffin (America del Nord). La sua avventura è narrata nell'opera Con gli sci attraverso la Groenlandia del 1890.
Nel 1868 in Norvegia Sondre Norheim utilizzò per la prima volta sci molto più stretti con nuovi attacchi per i piedi, e introdusse anche l'uso dei due bastoni. Dalla Norvegia lo sci si diffuse in Europa sulle Alpi, dove si svilupparono nuove attrezzature e nuove tecniche che permisero di discendere sui pendii delle montagne.

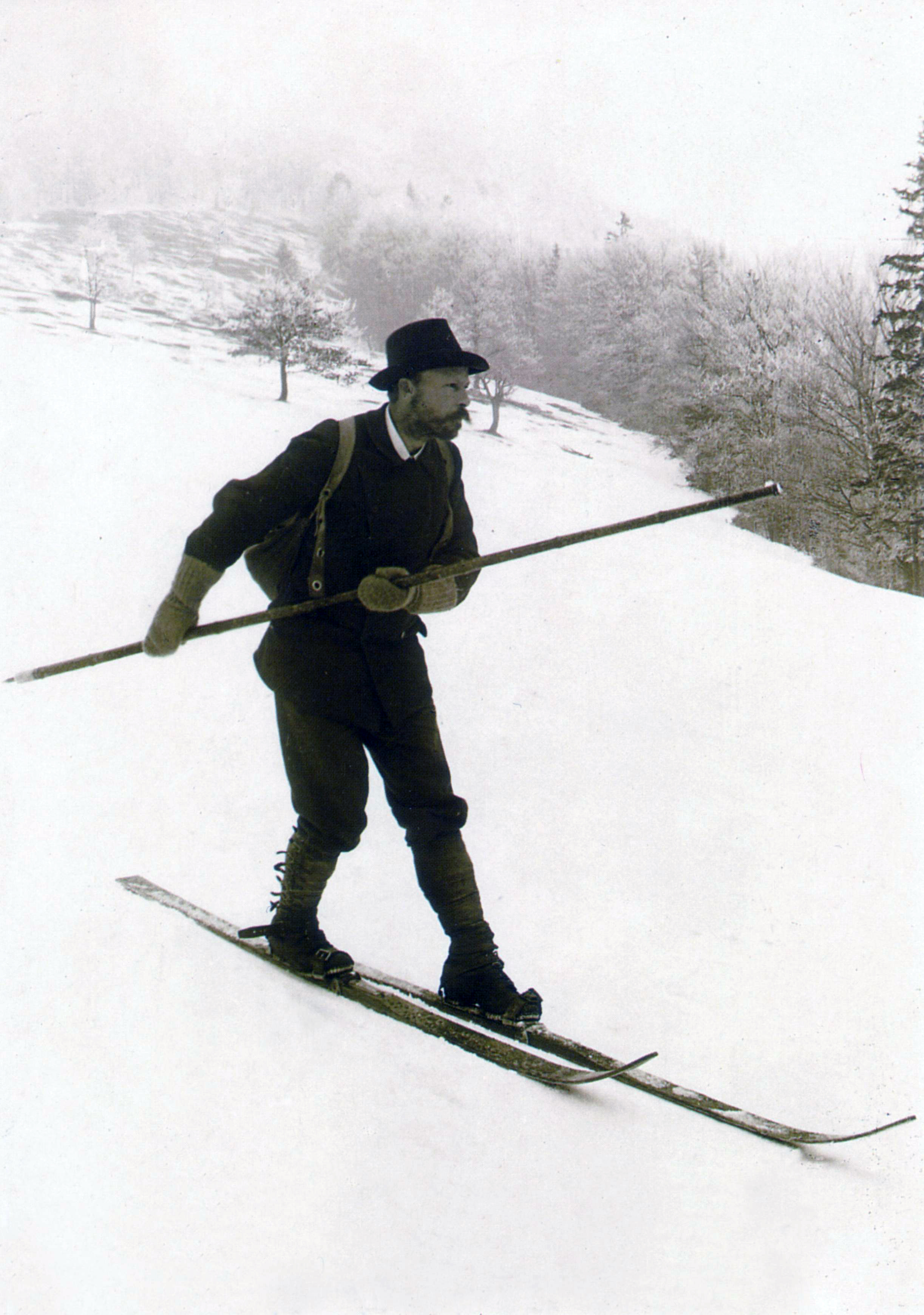
Matthias Zdarsky in discesa

Matthias Zdarsky alla fine dell'Ottocento accorciò gli sci fino a 1 metro e 80 (oltrepassavano i 3 metri) e sperimentò più di 180 tipi di attacchi di cui ne brevettò 25; Il più funzionale era il Lilienfelder, dal nome del suo villaggio, che impediva al piede di scivolare lateralmente e presentava una talloniera di ferro o di alluminio.

### Sci come sport
In Norvegia gli sci erano usati abitualmente in tutto il Medioevo e si può benissimo immaginare che qualche sfida fosse avvenuta, ma per assistere alle prime vere gare si deve attendere fino a quando, a metà dell'Ottocento, Sondre Norheim, un abitante del Telemark norvegese (della cittadina di Morgedal), rivoluzionò lo sci, inventando lo stile detto appunto telemark e facendone uno sport. Fino ad allora, infatti, complici anche gli attrezzi, fissati in modo precario a scarpe di pelle o cuoio che non davano alcun sostegno, non esisteva ancora una tecnica per curvare e per frenare.
La prima e vera gara tipicamente sportiva avvenne nel 1843 a Tromsø, sempre in Norvegia. Diciassette anni dopo, nel 1860, il re organizzò una vera e propria competizione ufficiale a Oslo, mettendo in palio la coppa Holmenkollen. Prima della diffusione in Europa centrale, lo sci conobbe una sua fortuna dal 1854 in poi in Canada, nel Nevada ed ai confini della California tra i cercatori d'oro.
Nelle valli alpine dell'Italia gli sci invece arrivarono con moltissimo ritardo, salvo una zona molto limitata della Carnia per una singolare circostanza: nella Guerra dei trent'anni partecipò un gruppo di soldati scandinavi, che alla pace di Vestfalia del 1648 rimasero in Carnia, trapiantandovi così questo costume, che però non fece molta presa sui valligiani.
Al fine di organizzare gare di sci nordico e alpino, nel 1924 vennero istituite le Olimpiadi invernali che, da allora, si svolgono ogni quattro anni.

### In Italia

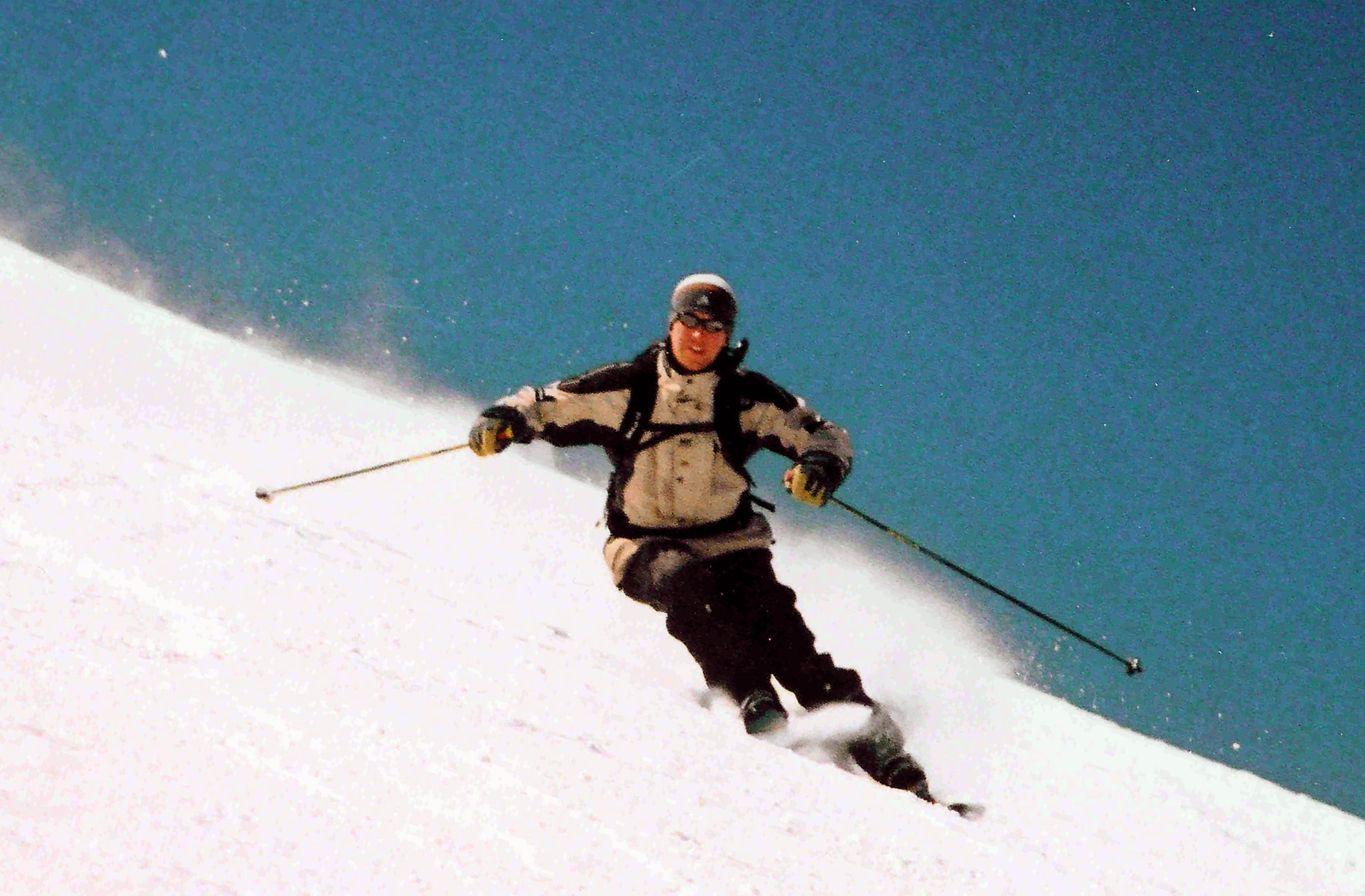
Carving

Nel 1886 l'alpinista Edoardo Martinori, di ritorno da una traversata in sci della Lapponia, riportò con sé il paio che aveva usato donandolo poi alla sezione romana del Club alpino italiano, da lui fondata, suscitando un notevole interesse nella stampa.
Nel 1896, l'ingegnere svizzero Adolfo Kind, a Torino dal 1890, di ritorno da uno dei suoi viaggi in Svizzera, dove già esistevano artigiani che firmavano i propri sci, portò con sé un paio in frassino di quelli che allora si chiamavano ski, di marca Jakober, e li mostrò agli amici, che ben presto si fecero contagiare dalla sua passione e divennero in pochi anni un vero e proprio Club, di "skiatori", poi "scivolatori", infine "sciatori". Grazie a questo collettivo, il 21 dicembre 1901 venne fondato lo "Ski Club Torino", i cui membri si riunirono nella sede del CAI (Club Alpino Italiano).
Nel 2002 in occasione di skipass a Modena la F.I.S.I, dopo vari accertamenti, riconosce che lo Ski Club Torino non è il primo sci club nato in Italia, bensì è lo sci Club Ponte Nossa nato nell'inverno del 1900.
Kind e la sua compagnia incominciano a recarsi abitualmente sui monti nella stagione invernale alla conquista del Cugno dell'Alpetto, montagna sopra Giaveno nei pressi della località Pra Fieul, allora collegata a Torino con due ore di vaporiera e un'ora e mezza di trasferimento a piedi, con sci a spalle, dal paese alla piccola borgata. Si dice che i montanari che per primi videro quell'uomo scendere leggero, scivolando sulla neve, rosso in viso e con una fluente barba bianca, scapparono gridando spaventati: el diau, el diau ("il diavolo, il diavolo!"). Il 16 marzo 1902 dal Cugno dell'Alpetto prese il via la prima gara di velocità in discesa.

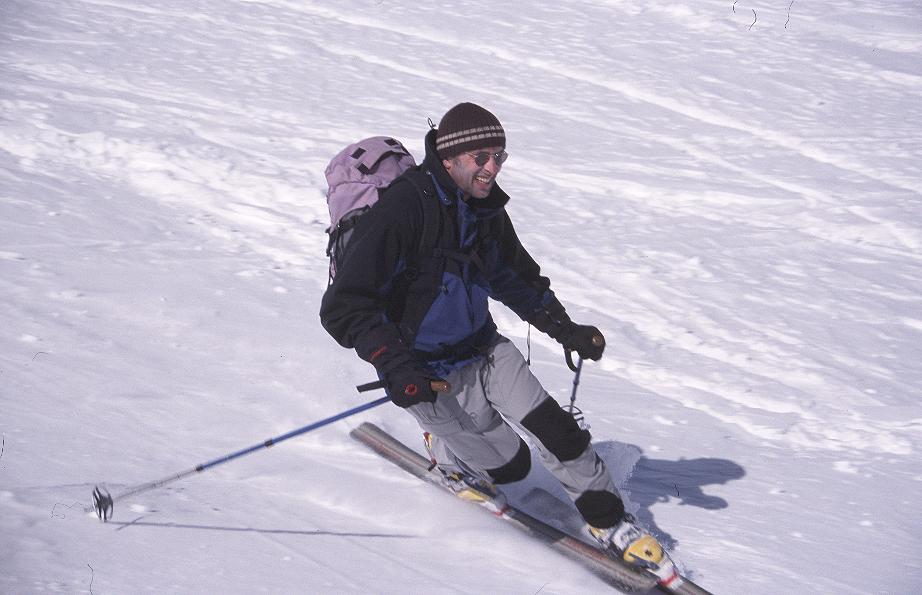
Telemark

Gli sci in metallo, che sostituiranno quelli in legno, nacquero grazie a un pilota di idrovolante di nome Head (che diverrà poi un marchio di sci più conosciuti del mercato) il quale, avendo dimenticato a casa i propri sci, provò ad usare i pattini di riserva dell'idrovolante e, trovandoli adatti, cominciò a produrli fondando la omonima casa.
Nel 1913 dalla Unione Ski Club Italiani (che comprende, oltre a quello di Torino, i neonati Ski Club Milano e Ski Club Roma), nasce la FISI (Federazione Italiana Sport Invernali), alla cui presidenza è chiamato Paolo Kind, figlio del pioniere Adolfo.
La FISI sovraintende le seguenti discipline dello sci: biathlon, carving, freestyle, sci alpino, sci d'erba, sci nordico, snowboard, sci alpinismo e lo sci di velocità (o chilometro lanciato); a queste si aggiungono bob, skeleton e slittino; non sovraintende la disciplina dello skiboard.

## Descrizione

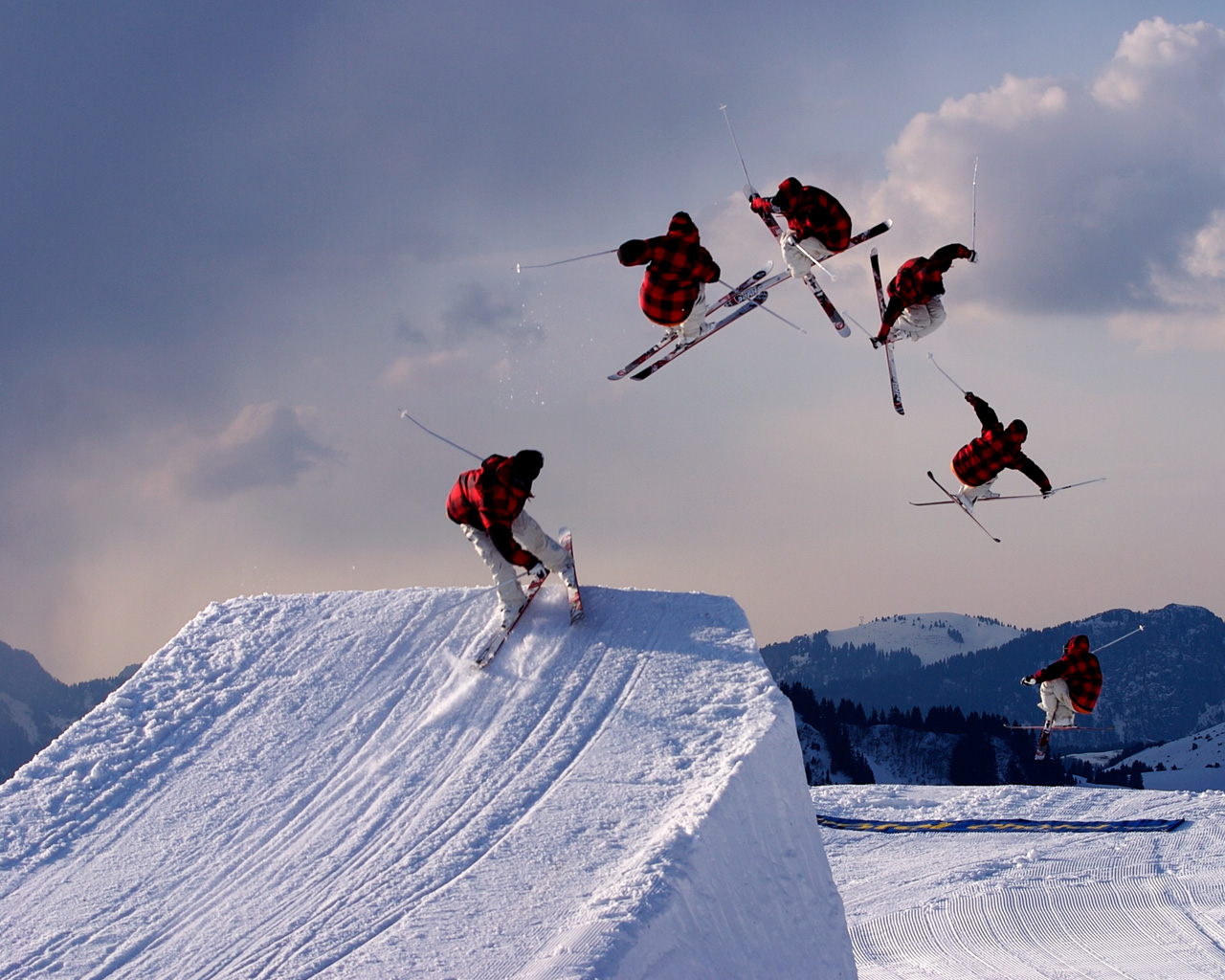
Sci acrobatico (freestyle)

### Discipline sciistiche
- sci alpino
- sci nordico
- sci alpinismo
- sci freestyle
- sci freeride

Nelle competizioni, lo sci alpino raccoglie le specialità discesa libera, il supergigante, lo slalom gigante, lo slalom speciale e la combinata, mentre lo sci nordico comprende il fondo, il salto e la combinata nordica.
Discipline sportive affini allo sci nordico, ma facenti capo a federazioni diverse dalla FIS, sono il biathlon, lo sci orientamento e lo ski archery. Negli anni si sono aggiunte nuove discipline come monoski, snowboard e skiboard.

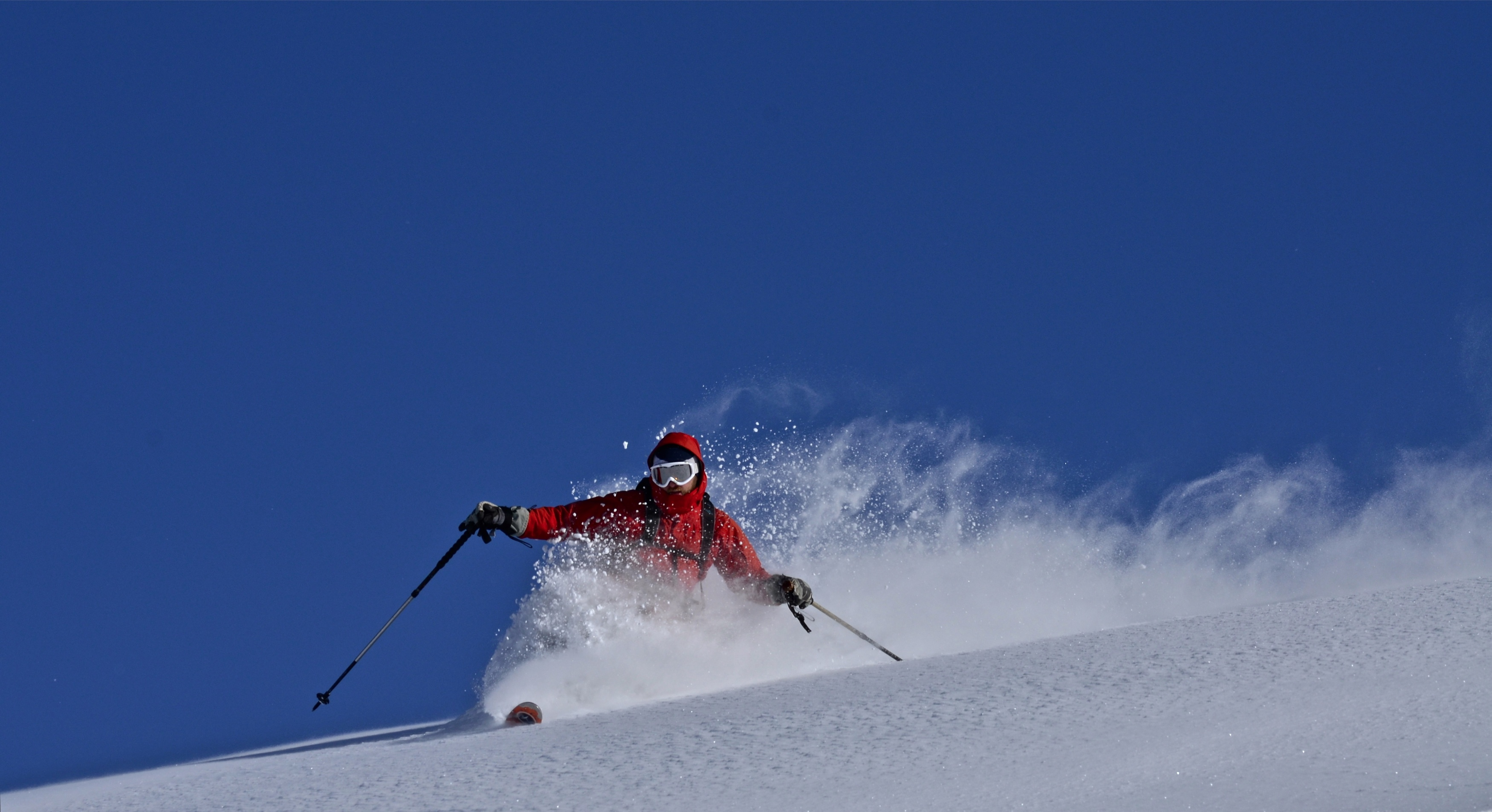
Sci fuoripista (Freeride)

### Competizioni sportive
Nel 1924 vennero istituite le Olimpiadi invernali dedicate agli sport sulla neve e sul ghiaccio; lo stesso anno vennero istituiti anche i Campionati mondiali di sci nordico e, nel 1931, i Campionati mondiali di sci alpino.

### Sci per disabili
Con opportuni accorgimenti all'attrezzatura, è possibile l'attività sciistica anche a persone con disabilità.